# Bahamy na Letnich Igrzyskach Olimpijskich 1996
Bahamy na Letnich Igrzyskach Olimpijskich 1996 reprezentowało 26 zawodników, 19 mężczyzn i 7 kobiet.

## Zdobyte medale
| Medal  | Zawodnik                                                                                                | Dyscyplina    | Konkurencja             |
| ------ | --- | ------------- | ----------------------- |
| Srebro | Eldece Clarke-Lewis, Chandra Sturrup, Sevatheda Fynes, Pauline Davis-Thompson, Debbie Ferguson-McKenzie | Lekkoatletyka | Sztafeta 4x100 m kobiet |